# František Pala
František Pala, né le 28 mars 1944 à Velké Popovice, est un ancien joueur de tennis tchécoslovaque.

## Palmarès

### Finales en simple messieurs
| No | Date       | Nom et lieu du tournoi                        | Catégorie           | Dotation | Surface      | Vainqueur    | Score         |  |
| -- | ---------- | --------------------------------------------- | ------------------- | -------- | ------------ | ------------ | ------------- |  |
| 1  | 27-03-1972 | Tournoi de tennis de Monte-Carlo, Monte-Carlo | Championship Series | 20 000 $ | Terre (ext.) | Ilie Năstase | 6-1, 6-0, 6-3 |  |
| 2  | 10-04-1972 | Tournoi de tennis de Madrid, Madrid           |                     | NC $     | Terre (ext.) | Ilie Năstase | 6-0, 6-0, 6-1 |  |

### Titre en double messieurs
| No | Date       | Nom et lieu du tournoi | Catégorie | Surface      | Partenaire     | Finalistes                   | Score    |  |
| -- | ---------- | ---------------------- | --------- | ------------ | -------------- | ---------------------------- | -------- |  |
| 1  | 25-04-1977 | BMW Open Munich        |           | Terre (ext.) | Balázs Taróczy | Nikola Špear John Whitlinger | 6-3, 6-4 |  |

### Finales en double messieurs
| No | Date       | Nom et lieu du tournoi                       | Catégorie           | Dotation | Surface      | Vainqueurs                  | Partenaire     | Score                |  |
| -- | ---------- | -------------------------------------------- | ------------------- | -------- | ------------ | --------------------------- | -------------- | -------------------- |  |
| 1  | 27-03-1972 | Tournoi de tennis de Monte-Carlo Monte-Carlo | Championship Series | 20 000 $ | Terre (ext.) | Patrice Beust Daniel Contet | Jiří Hřebec    | 3-6, 6-1, 12-10, 6-2 |  |
| 2  | 22-07-1974 | Head Cup Kitzbühel                           |                     | NC $     | Terre (ext.) | Iván Molina Jairo Velasco   | Balázs Taróczy | 2-6, 7-6, 6-4, 6-4   |  |
| 3  | 06-06-1977 | Tournoi de tennis de Bruxelles Bruxelles     |                     | 75 000 $ | Terre (ext.) | Jiří Hřebec Hans Kary       | Balázs Taróczy | 2-6, 6-4, 2-2, n.f.  |  |